# Short-Backfire-Antenne

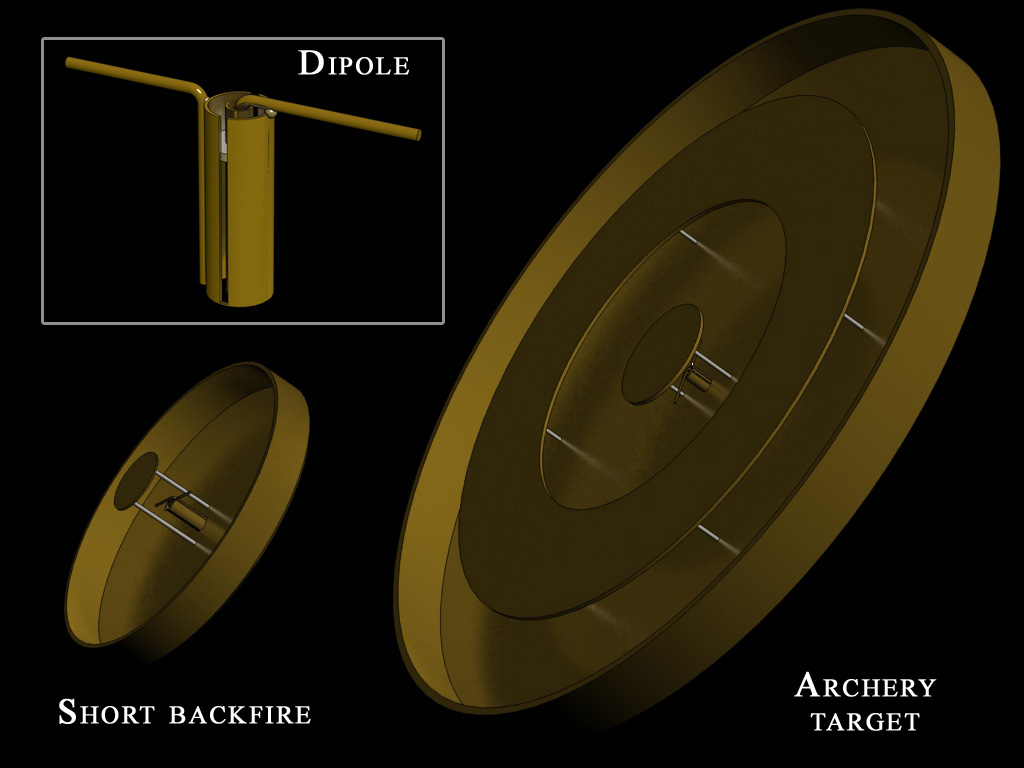
Short-Backfire-Antenne

Eine Short-Backfire-Antenne (abgekürzt SBA, SBF, SBFA und englisch short back-fire) ist eine Richtantenne zum Empfang oder zum Senden elektromagnetischer Wellen im Bereich von ca. 100 MHz bis ca. 3 GHz.

## Aufbau und Beschreibung
Die Short-Backfire-Antenne ist der kürzest mögliche Backfire-Antennentyp. Die Antenne ist ca. 0,5 λ lang. Mit der Short-Backfire-Antenne sind Gewinne bis ca. 15 dBi erreichbar, bei einem Vor-/Rück-Verhältnis von ca. 30 dB. Die Nebenkeulendämpfung erreicht Werte von größer 20 dB.
Die Antenne besteht aus zwei ebenen kreisförmigen Reflektoren.
Der Hauptreflektor hat einen Durchmesser von 2λ.
Der Hilfsreflektor hat einen Durchmesser von 0,5λ.
Die Short-Backfire-Antenne besteht aus nur drei Bauteilen, dem Hauptreflektor, dem gespeisten Element und dem Hilfsreflektor.
Die beiden Reflektoren sind meistens kreisrund, sie können aber auch in der Form eines Quadrats, Rechtecks oder eines Polygons (Sechseck, Achteck usw.) ausgeführt werden.
Ein verhältnismäßig breiter Kragen des Hauptreflektors erhöht vor allem die Rückdämpfung.
Die beiden Reflektoren können aus einem engmaschigen Gitternetz (Maschenweite < 0,1λ) oder aus parallelen Stäben bestehen.
Der Hauptreflektor kann auch aus einer Metallscheibe bestehen.
Für den Hilfsreflektor ist eine kreisförmige Blechscheibe empfehlenswert (die auch kleine Ausstanzungen haben kann). 
Zur Ausführung des gespeisten Erregerelements gibt es keine bindenden Vorschriften.
Die Antenne kann einen horizontal oder auch einen vertikal polarisierten Erreger besitzen.
Das gespeiste Element kann auch eine zirkular polarisierte Drehkreuzantenne sein.
Bei Horizontalpolarisation des Erregers resultiert der hohe Antennengewinn vor allem aus der Bündelung in der Vertikalebene.
Die Strahlungseigenschaften der Short-Backfire-Antenne ähneln denen einer Gruppenantenne, die aus 2 gestockten Yagi-Uda-Antennen besteht.
Der Short-Backfire-Antenne können Breitbandeigenschaften verliehen werden, wenn man sie mit einem entsprechenden breitbandigen Erregerelement versieht.
Dazu sollte das Antennensystem für die höchste vorkommende Arbeitsfrequenz bemessen sein.
Bei der höchsten Arbeitsfrequenz wird dann der Maximalgewinn erreicht.
Mit fallender Frequenz – annähernd proportional zur Frequenz – nimmt der Antennengewinn langsam ab.
Bei niedrigen Frequenzen – wenn der Hilfsreflektor klein gegenüber λ/2 geworden ist – verschwindet die Backfire-Wirkung.
Die Short-Backfire-Antenne wird dann zur einfachen Reflektorantenne – vorausgesetzt, dass der Frequenzbereich des Erregers ausreichend bemessen ist.
Das Zusammenschalten von Short-Backfire-Antennen zu Gruppen – die sich auch vor einem gemeinsamen Hauptreflektor entsprechender Ausdehnung befinden können – ist möglich.

## Anwendung
Die Short-Backfire-Antenne eignet sich besonders gut als UHF-Fernsehantenne. 
Das Short-Backfire-Prinzip eignet sich auch hervorragend für die Zirkularpolarisation.
Die Zirkularpolarisation entsteht, wenn der gespeiste Dipol durch eine Drehkreuzantenne ersetzt wird.
Um zum Beispiel eine Lang-Yagi-Uda-Antenne mit Zirkularpolarisation betreiben zu können, müsste der Gesamtaufwand an Elementen verdoppelt werden. Bei einer Short-Backfire-Antenne ist – abgesehen vom Austausch des gespeisten Dipols durch einen Drehkreuzerreger – kein Mehraufwand erforderlich.